# Christian VIII của Đan Mạch
Christian VIII (18 tháng 9 năm 1786 – 20 tháng 1 năm 1848) là Vua của Đan Mạch từ năm 1839 đến năm 1848 và là Vua Na Uy với hiệu là Christian Frederick, năm 1814.